# Renaldo Balkman
Renaldo Miguel Balkman (ur. 14 lipca 1984 w Nowym Jorku) – portorykański koszykarz, występujący na pozycjach skrzydłowego, posiadający także amerykańskie obywatelstwo, obecnie zawodnik Mets de Guaynabo.

## Osiągnięcia
Stan na 20 listopada 2021, na podstawie, o ile nie zaznaczono inaczej.
NCAA
- Uczestnik turnieju NCAA (2004)
- Mistrz turnieju NIT (2005, 2006)
- MVP turnieju National Invitation Tournament (NIT – 2006)[4]
- Zaliczony do:
  - I składu:
    - pierwszoroczniaków SEC (2004)
    - turnieju:
      - SEC (2006)
      - Great Alaska Shootout (2006)
- Lider SEC w skuteczności rzutów za 2 punkty (2004)[5]

Drużynowe
- Mistrz:
  - Azjatyckiej Ligi ASEAN (ABL – 2018)
  - Portoryko (2016)
  - Meksyku (2014)
- Wicemistrz Portoryko (2014, 2015, 2021[6])

Indywidualne
- MVP:
  - finałów ligi portorykańskiej (2016)
  - ligi meksykańskiej (2014)
- Obrońca roku ligi ASEAN (2018)
- Skrzydłowy roku ligi meksykańskiej (2014)
- Zaliczony do I składu ligi meksykańskiej (2014)

Reprezentacja
- Mistrz:
  - igrzysk:
    - panamerykańskich (2011)
    - Ameryki Środkowej i Karaibów (2010)

  - Ameryki Środkowej (2010, 2016)
  - Kontynentalnego Pucharu Tuto Marchanda (2013)
- Wicemistrz:
  - Ameryki (2013)
  - kwalifikacji olimpijskich (2016)
  - Kontynentalnego Pucharu Tuto Marchanda (2015)
- Uczestnik:
  - mistrzostw:
    - świata (2010 – 18. miejsce, 2014 – 19. miejsce)
    - Ameryki (2011 – 4. miejsce, 2013, 2015 – 5. miejsce)

  - kwalifikacji olimpijskich (2012 – 5. miejsce, 2016)
- Zaliczony do I składu mistrzostw Ameryki (2013)
- Lider mistrzostw Ameryki w:
  - przechwytach (2013 – 2,8)[7]
  - skuteczności rzutów z gry (2013 – 65,7%)[8]